# 魔装学園H×H
『魔装学園H×H』（まそうがくえん ハイブリッド・ハート、Hybrid × Heart Magias Academy Ataraxia）は、久慈マサムネによる日本のライトノベル作品。イラストはHisasi、メカデザインは黒銀が担当している。角川スニーカー文庫（KADOKAWA）より2014年2月から2022年2月まで刊行された。2012年、第18回スニーカー大賞《秋》で優秀賞を受賞した『ソウルシンクロマシン』を原型として、執筆された作品。
メディアミックスとして、『月刊コンプエース』（KADOKAWA）2015年8月号から2018年3月号までコミカライズが連載された。作画はあやかわりくが担当している。2016年7月よりテレビアニメが9月まで放送された。

## あらすじ
異世界との衝突面（エントランス）が出現し、そこから魔導兵器と呼ばれる侵略者がこの世界を襲い始めた。人類は緊急避難用に世界各地に作られた海上フロートに移住し、反撃の時を伺っていた。そんな中、主人公の飛弾傷無は姉の飛弾怜悧の命令により日本フロートに所在する「戦略防衛学園アタラクシア」へやって来る。傷無には特殊能力「接続改装」（ハート・ハイブリッド）があり、アタラクシアに通う女子生徒にエッチな行為をすることにより、彼女たちが装着するパワードスーツ・魔導装甲（ハート・ハイブリッド・ギア）の能力を飛躍的に高め、魔導兵器と同等に戦えるようになるのだ。

## 登場人物
声の項は特記のない限りテレビアニメ版の担当声優。

### アタラクシア

#### 天地穹女神（アマテラス）
飛弾 傷無（ひだ きずな）
声 - 赤羽根健治、木村希美（幼少時） /  新塾怒魂（ドラマCD）
本作の主人公。アタラクシア高等部戦技科2年甲組の転入生。ハート・ハイブリッド・ギアの開発者である飛騨那由多の実子で、アタラクシアの総司令官である姉・怜悧を持つ。世界初のハート・ハイブリッド・ギアの所持者であり、唯一の男性所持者。メガフロート日本のハイブリッド・ギアチーム「天地穹女神（アマテラス）」の新米隊長であり、ハート・ハイブリッド・ギア「エロス」の所持者。
少年時代、母親に内臓手術でハート・ハイブリッド・ギアを埋め込まれ、アタラクシアの研究所（後のナユタラボ）で被検体となっていた。学校に通うこともできない生活を送っていたが、傷無本人は母の役に立つことを喜び、進んで研究に協力していた。しかし、本編開始の7年前に、より高いハート・ハイブリッド・ギアの適性を示した少女（愛音）を引き取った母は、傷無に対する興味を一気に失い、研究所から退去させられることになった。
母の失踪後、東京フロートで姉と二人暮らしをしていたが、怜悧がアタラクシアに入学してからは一人暮らしを送っていた。高校2年時、自身のハート・ハイブリッド・ギアの特性を知った姉によって、アタラクシアへ強引に転入させられることになる。
本来は生真面目で他人思いな性格だが、コアの特性から姉にアマテラスの隊員たちとの不純異性交遊を推奨されており、隊員のプロフィールやハイブリッド・カウントが確認できる携帯端末（生徒手帳の機能も持ち合わせている）を渡されているほか、間違いが起きやすいようにという配慮から女子寮に入寮（しかも、部屋の鍵は怜悧によって施錠できないようになっている）させられており、男子生徒からは嫉妬を（全員というわけではなく、愛音達女子生徒たちの身体データを公開していることで、一部の男子生徒からは崇拝されている）、女子生徒からは顰蹙を買っている（傷無本人はこれらの措置に対し、引き気味である）。しかし、ロス・シリーズに秘められた秘密を怜悧から聞かされたことで、「隊員と世界を守る」という使命感を強く持つようになり、周囲からドン引きされながらも、効率的な「接続改装」の方法を探っており、緊急時には仲間に対する強い信頼や、他人の心の弱さを包む懐の深さ、身を挺しても隊員達を守る勇敢さを示すなどして、最終的にアマテラスのメンバー全員から好意を寄せられるようになった（しかもバトランティス側の魔導騎士とも接続改装したことで深い関係を持ってしまっている）。
武装の貧弱さから、当初は戦闘時はLOVEROOMによる隊員のハイブリッド・カウントの回復をメインに行っていたが、バトランティスの捕虜になり、脱走して帰還してからは（戦闘員の不足もあって）前線で戦うことが多くなり、絶頂改装を行った相手の武装をエロスで複製できる特性もあって、バトランティス側からは「レムリアの魔王」と呼ばれ恐れられることとなる。
千鳥ヶ淵 愛音（ちどりがふち あいね） / アイネス・シンクラヴィア
声 - 影山灯 / 木村あやか（ドラマCD）
本作のヒロインの一人。アマテラスの一員。ハート・ハイブリッド・ギア「ゼロス」の所持者。銀髪の神秘的な美少女で巨乳。近接戦闘が得意。頑固な性格の毒舌家だが、本質は恥ずかしがり屋。記憶喪失で、7年前から先のことは全く覚えていなかった。気を失っていたところを、飛弾と那由多に拾われ、ハイブリッド・ギアの実験の日々を送っていたため、同世代の友人など1人もいなかった。幼いころの傷無とは会っているが、本人はあまり覚えていない様子。博士がいなくなってからは、自分はハイブリッド・ギアを纏って戦うことは自分の存在意義だと悟り、敵の魔導兵器との戦いを望んでいる。同時に背徳武装を得ることも考えていたが、ハート・ハイブリッドを限界以上に上げる方法を一切見出すことができなかったが、傷無の接続改装を得たことで自分の背徳武装を得るため、彼に近づくことを決める。最初は無意識に抵抗があったが、アタラクシアに敵の総攻撃を機に傷無と絶頂改装したことで、夢にまで見た背徳武装を得ることができた。その力で敵の大群を一掃し、それにより傷無との絆が深まった。
その正体は、バトランティス帝国の第一皇女アイネス・シンクラヴィア。父である前皇帝が崩御した後、弱冠10歳で皇帝に即位した。しかし、7年前にレムリア（こちら側の世界）との戦いの最中に記憶を失い、異世界に侵略される前の東京・千鳥ヶ淵にて那由多に拾われた。4巻の終盤で、禁断武装《術式解体（コード・ブレイカー）》を使用した事で記憶を取り戻し、その後はバトランティス帝国に帰還し妹の現皇帝グレイスや国民たちから歓喜の声で迎えられるが、バトランティスとレムリアとの間で苦悩することになる。そして、グレイスたちが傷無の抹殺を止めることがないと知ると、自らの手で傷無を討つ悲壮な決意で傷無と対峙・交戦するが、テクニカル・ギアとハート・ハイブリッド・ギアの両方を使用した傷無の戦法に敗北し、傷無に諭されて両世界を救うために戦うことを決意し、傷無とキスした。そして、帝都ゼルティスでグレイスを傷無と共に倒して説得・和解し、バルディーンで三人を中心とする皆で絶頂改装を行った事で創世の御柱（ゲネシス）を復活させ、両世界間の戦争を終結させた。しかし、帝都での祝宴の最中に襲来した4人の機械神（デウス・エクス・マーキナー）に両世界が消滅させられた事で、ユリシアと共に行方不明となる。後に、復活した那由多によって、両世界の構成情報と一緒に機械神たちに確保されていることが語られる。そして、オーディンの世界でランキングを上げて生き残るために十ヶ月間戦い続け、グラベルたちと合流してからも二ヶ月間戦い続け、約一年間過ごした末に傷無たちと再会し、傷無たちと共にオーディンを倒した。
アニメ版では、禁断武装《術式解体（コード・ブレイカー）》を使用後、傷無と手を繋ぎさらに絆が深まったが、妹のグレイスが登場したところで締めくくられている。
ユリシア・ファランドール
声 - 赤﨑千夏 / 一色ヒカル（ドラマCD）
本作のヒロインの1人。アマテラスの一員。ハート・ハイブリッドギア「クロス」の所持者。ブロンドヘアのグラマラスな美少女。爆乳の持ち主。明朗快活な性格。遠距離攻撃に優れ、圧倒的な攻撃力を持つ。頭脳やコミュニケーションスキルにも長けている。
当初は傷無のことを「戦いもできない軟弱な男」と過小評価し、邪魔者扱いしていた。しかし、出会って間もない自分を必死に助け、さらに接続改装を行ったことにより、傷無に好意を抱くようになり、過激なアプローチを彼にぶつけてくる。
「接続改装」に関する新たな機能を試す際は、傷無に協力的な彼女が大抵被験者となっている。
かつては、祖国の魔導装甲部隊「MASTERS」のエースだった。チームリーダーのスカーレットとは昔はすごく仲が良かったが、スカーレットが向かわせた先にカテゴリーA級ドラグリエが現れ、市街地での戦闘をスカーレットから遠ざけようとした判断が裏目に出てしまい、遅れて駆け付けドラグリエは倒したが、スカーレットとの関係に深い溝ができてしまった。仲間を踏み台にしてエースの座を勝ち得てしまったことにずっと後悔していたが、スカーレットとの連結改装を機に真実を語り、仲直りすることができた。同時にグラベルとアルディアとの戦闘時に、背徳武装を出現させ、アルディアを戦闘不能に追い込んだが、グラベルだけは倒すことができなかった。
バトランティス帝国に捕まった後は、ある程度の自由を得るためにマリスの提案でハユルやシルヴィアと共にアイドルグループ「アマテラス」として活動する。しかし、機械神たちによって両世界が消滅させられた際に、愛音と共に行方不明となる。後に、機械神オシリスに自ら従属している様子が描写されているが、その理由は機械神オシリスによってユリシアに瓜二つの亡き娘イシスの魂の器として、イシスの記憶と知識を強烈な暗示によって刷り込まれたためであった。しかし、傷無たちに確保された後にクロスのコアの摘出と改良と再インストールを施された事で、イシスの知識は残りながらも正気を取り戻した。そして、イシスの記憶と自らが行った行為に苦しみながらも、オシリスと交戦中の傷無のもとに駆け付けて、力を合わせてオシリスに勝利した。
姫川 ハユル（ひめかわ ハユル）
声 - 長妻樹里 / 桃井いちご（ドラマCD）
本作のヒロインの1人。アマテラスの一員。ハート・ハイブリッド・ギア「ネロス」の所持者。黒髪の清楚な美少女で、丁寧語を使った敬語の口調でしゃべる。美乳の持ち主（しかし、愛音やユリシアと比べコンプレックスを抱いている節がある）でありながら、中距離戦を得意とする「日本のエース」。学園では風紀委員を務めるなどお堅い性格だが、短気で怒りっぽい。ハイブリッド・カウント補充のため傷無と接続改装をしないといけない事は頭ではわかっていても気持ち的に抵抗があり、傷無を遠ざけてしまう。しかし、別に嫌っているわけではなく、ハイブリッド・カウントがゼロに近いところまで行き、傷無との接続改装に続き、絶頂改装まで行ったことで愛音と同じ『背徳武装』を使えるようにまでなり、更にコンプレックスの種であった胸を褒められ、それがきっかけで傷無との距離は縮まった。だが、その前に一緒に学校からの帰りに躓いた時に抱きかかえられた時にすでに接続改装が成功していて、言うなればすでに2回経験している。
過去、敵の魔導兵器により避難誘導していた一般市民達を助けられなかったというトラウマを抱えていて、その仇とも言うべき魔導兵器が現れたことで感情が爆発。独断出撃をし、無策でアルディアに戦いを挑むくらいだった。
復活した那由多に記憶を改竄された際、アタラクシア学園で風紀委員を務めるのは以前と変わりなかったが、学級委員長のハーキュラスと意気投合していた。同時に傷無とはかなり親密な関係になっていて、乱れた服を治してあげたりとか未来の花嫁なのではと勘違いされるくらいである。そして、オシリスに勝利しオーディンの世界へ向かう途中で、傷無に好きだと告白した。
シルヴィア・シルクカット
声 - 木野日菜 / 小関純香（ドラマCD）
本作のヒロインの1人。イギリスから来た留学生の中等部1年生。金髪の小柄な美少女。貧乳の持ち主で、健気で無垢な性格。怜悧の命令で傷無の身の回りの世話をする一方で、傷無とアマテラスのメンバーの仲についての状況を調査する任務を負っている。
傷無やアマテラスの隊員たちへの憧れている。また、イギリス在住時に行方不明になった両親を探したい一心でハート・ハイブリッド・ギアのインストールを傷無に頼み込み、結果として魔導装甲「タロス」の所持者となり、アマテラスの一員となった。
東京奪還作戦では、遅れて参戦。ラグルスと激戦を繰り広げ、初陣で勝利した。

#### MASTERS（マスターズ）
スカーレット・フェアチャイルド
声 - 石上静香
本作のヒロインの1人。メガフロート・ウエストUSAに所属するハイブリッド・ギアチーム「MASTERS」のリーダー。赤髪をポニーテールにしたスレンダー体形の美少女。ハート・ハイブリッド・ギア「アレス」の所持者にして、チーム「アマテラス」以外で傷無と接続改装した最初の1人。
過去、ユリシアと共に戦った戦友でもあったが、カテゴリーA級ドラグリエの魔道兵器との戦闘時、自分を含む仲間達を先行させ相手の体力を削る目的として利用し、手柄を自分だけの物にしたと思い込み、ユリシアを憎んでいる。しかし、ユリシアと連結改装を機にすべて自分の勘違いだと悟り、仲直りすることができた。今後は傷無との恋のライバルという関係が築かれた。
傷無の接続改装にかなり興味を持っていて、好意的に接してくる。しかもユリシアとの連結改装により、傷無との好感度がますます向上しているが、ロス系機体ではないため、背徳武装を得るまでには至っていない。
バトランティス帝国に捕まった際、ユリシアたちと同じくガートルードとブリジットを除くメンバーでアイドルグループ「マスターズ」として活動する。
ガートルード・ベアード
声 - 山田悠希
「MASTERS」のメンバー。黒髪ショートカットの小柄な少女。貧乳（傷無からは全裸でも色気を感じないと評されるほど）。ハート・ハイブリッド・ギア「シグラ」の所持者。口調は粗野で、子供っぽい性格をしており、とりわけ金持ちに対して対抗心を燃やすものの、その一方で緊急時には負傷をおしても戦いに参加しようとするなど、戦士としての意識は高い。
スカーレット・ブリジット（アニメ版ではシャロン）とともに沖縄攻略戦の実行のためにメガフロート・ウエストUSAからアタラクシアに配属されたものの、グラベルの襲撃により、重傷を負い、集中治療室に送り込まれるほどのありさまとなった。一命はとりとめたものの、車椅子生活を余儀なくされ肝心の沖縄攻略戦には不参加となった。続く東京奪還作戦でも体の状態を考慮してアタラクシアに待機とされ、「シグラ」の通信機能を用いた本部との連絡役として従事することとなる。そのため、東京奪還作戦の失敗後もバトランティス帝国の捕虜となることから唯一免れた。
傷無の帰還後、『懲罰四剣』のクレイダとエルマの襲撃時にも、負傷から立ち直っていなかったため、傷無との「接続改装」はかなわなかったものの、自身の武装である粒子銃（バーティクルガン）を貸し出すことで間接的に勝利に貢献する。負傷から回復した後は、傷無と共に、帝都ゼルティスへの偵察を行い、ロンドンでの戦いではアルディアと共に先遣部隊を務め、ゼルティスの決戦では連合軍の旗艦の護衛任務に就いた。
傷無のことは当初から旦那と呼ぶなど信頼を見せており、傷無側からも「ガーさん」とたびたびあだ名で呼ぶなど親しみをもって接されている（傷無本人はこの呼称を嫌がっているが）。グラベルとは前述の因縁から当初あまり好感情を持っていなかったが、イズガルドとの共闘が成立後はそれなりに折り合いをつけた模様。
復活した那由多に記憶を改竄された際、アタラクシア学園の生徒兼チーム「マスターズ」の一員として活動していたが、機械神ホクトの襲来で重傷を負い、また入院した。本来の記憶を取り戻し、傷無がお見舞いに来た際、ホクトの圧倒的な力に意気消沈していたが、傷無に励まされて再起を誓った。
ブリジット・アークライト
声 - 結城飛鳥
「MASTERS」のメンバー。眼鏡をかけ（アニメ版ではかけていない）肩まである金髪をなびかせた少女。穏やかな口調でゆったりとした雰囲気を醸し出しているが、異世界の軍勢に対する敵愾心は人一倍強い。ハート・ハイブリッド・ギア「レグラ」の所持者。
スカーレット・ガートルードと共にアタラクシアに配属されたが、グラベルの襲撃を受け全治一か月の重傷を負い、命こそ助かったものの精神的にひどく憔悴した状態となった。負傷を考慮して、戦線離脱となったが、沖縄攻略戦に際して、グラベルを倒した傷無たちのもとに現れ、仲間の制止を振り切ってグラベルを処刑しようとしたが、那由多の命を受けたヴァルデによって、「レグラ」のコアを抜き取られ死亡する。命令違反の出撃ではあったものの、公的には戦死とされたが、アニメ版では沖縄攻略戦に参加していないため生存している。
クレメンタイン・バロウズ
声 - 桃河りか
「MASTERS」のメンバー。オレンジ色の長い髪の毛を三つ編みにした少女。西部劇好きでトリガー・ハッピー。ライフルを装備したハート・ハイブリッド・ギアを所持している。
グラベルによるアタラクシア襲撃後、ブリジットの交代要員としてアタラクシアに着任し、沖縄攻略戦に参加した。戦場では姫川、シャロンと共に衝突面の封印システムの守備を行っていたが、ラグルスの襲撃を抑えきれず、封印システムを破壊されてしまう。続く東京奪還作戦においては、シャロンとコンビで魔道兵器と戦った。
シャロン・カニンガム
声 - 堀野紗也加
「MASTERS」のメンバー。グレーの髪をし、目を半目にしたやる気のなさそうな少女。ゴスロリ趣味。アサルトライフルを装備したハート・ハイブリッド・ギアを所持している。
グラベルによるアタラクシア襲撃後、ガートルードの交代要員としてアタラクシアに着任し、クレメンタインと共に沖縄攻略戦・東京奪還作戦を戦った。
アニメ版ではスカーレット・ガートルードと共にアタラクシアに配属されたが、グラベルの襲撃を受け軽傷を負う。
レイラ・ヒューイット
声 - 鈴木美咲
「MASTERS」のメンバー。金髪のショートヘアで、見た目は上品だが金の亡者。ショットガンを装備したハート・ハイブリッド・ギアを所持している。
沖縄攻略戦時はメガフロートの守備のため待機、東京奪還作戦においては単独で戦闘を行ったものの魔道兵器を抑えきれず、スカーレットに救援を要請した。
ヘンリエッタ・マッキントッシュ
声 - 三咲麻里
「MASTERS」のメンバー。プラチナブロンドに眼鏡をかけた理知的な雰囲気の少女。サブリーダー格で、メンバーの中では比較的良識人。アンチ・マテリアルライフルを装備したハート・ハイブリッド・ギアを所持している。
沖縄攻略作戦はレイラと同様の理由で不参加。その後、アタラクシアに着任し、東京奪還作戦ではスカーレットとコンビで戦闘を行った。

#### その他のアタラクシアの人物
飛弾 怜悧（ひだ れいり）
声 - 衣川里佳 / かわしまりの（ドラマCD）
傷無の実姉。アタラクシア総司令官にして、中等部・高等部の校長。物語冒頭で弟の傷無を呼び寄せ、戦力として扱うことを彼に言い渡す。頭脳明晰・容姿端麗・運動神経抜群と完璧な人物で、自分にも他人にも厳しい性格。世界を救うためとは言え、弟に卑猥な命令を下していることには少々気が引けている。
自分の研究のことにしか頭のない母親の那由多を憎んでいて、敵勢力に身を寄せている姿を見たことでますます怒りを覚える位であった。しかし、傷無たちがオシリスを倒した後、那由多が自ら制作した怜悧専用のコア「ゼクロス」を与えられ、傷無にコアをインストールされたことで、遂に待ち望んでいたハート・ハイブリッド・ギアの所有者となる。そして、愛音たちを追い詰めていたオーディンを魔導装甲「ゼクロス」の力で圧倒し、傷無たちと共にオーディンを倒した。また、那由多が機械神になった事で、母親としての感情が芽生え始めたのではないかと推測している。
識名 京（しきな けい）
声 - 野水伊織
ナユタラボの責任者でアタラクシアの技術主任。怜悧とは学生時代からの親友。常にクールだが人と話すのが苦手で、会話は擬似空間ディスプレイおよび自分の声をイメージした合成音声で行う（しかし、怜悧の前では普通に会話している）。デスク脇には大好物の宅配ピザのケースが山積みにしてある。
彼女の部屋はアマテラスチームのブリーフィングルームとしても使われており、書庫には大量の資料が収められているがその入口はビデオレンタル店の18禁コーナーのような暖簾が架かっている。
崎坂 早紀（さきさか さき）
声 - 美名
アタラクシア高等部戦技科二年甲組の担任。二十代後半の女性講師。めんどうくさがりな性格。
胡桃沢 桃（くるみざわ もも）
声 - 荒浪和沙
アタラクシア高等部二年乙組に在籍する技研科の学生。5巻でバトランティス帝国から辛うじて脱出した傷無と面会した際、自分が製造した武器に対して傷無が容赦無い評価をしたことで怒りを露わにするが、傷無が仲間を何としてでも救出したいという真摯な思いを知り、傷無に愛音（アイネス）に勝つためのバックアップを行った。
飛騨 刹那（ひだ せつな）
傷無と怜悧の義妹。那由多の肉体に記憶を失ったタナトスの魂が入り込んだ存在。

### バトランティス帝国

#### 皇族
グレイス・シンクラヴィア
声 - 田中あいみ
バトランティス帝国現皇帝。愛音（アイネス）の二つ違いの妹。グレイス本人は自分はあくまで「皇帝代理」であり、本当のバトランティス皇帝は姉のアイネス（愛音）であると語っている。魔導装甲「コロス」の所持者。
姉のアイネス（愛音）を溺愛しており、姉の帰還後はいつもアイネスの側にいたがる。しかし、愛音が傷無ばかり案じていることに嫉妬を抱き、ゼルシオーネに傷無の抹殺を命じる。やがて傷無が「レムリアの魔王」と恐れられるようになり、アイネスまでもが傷無に敗れてレムリア側に戻ったことを知ると、激怒してアイネスの言葉にも耳を貸さず、傷無ごと抹殺しようと襲い掛かるが、接吻改装を行った傷無とアイネスに敗れて、アイネスの説得でバトランティス軍に戦闘の停止を命じた。その後、バルディーンでプロジェクト・バベルを行って創世の御柱を復活させる儀式の際に、傷無を「魔王」から「兄様」と呼び方を変えて一転して傷無を慕うようになる。
しかし、機械神たちに両世界が消滅させられた際に復活した那由多に記憶を改竄され、グレイス・シンクラヴィア・千鳥ヶ淵という名前でアタラクシア学園の生徒兼チーム「バトランティス」のリーダーとして過ごしていた。機械神ホクトの襲来後に本来の記憶を取り戻し、負傷を押して那由多が再構成と改良を行ったバトランティス帝国軍の旗艦『オルディウム』の指揮を自ら執る。

#### 親衛隊
ゼルシオーネ
声 - 浅川悠
親衛隊の隊長。魔導装甲「テロス」の所持者。テロスの能力で精神支配を行って、「懲罰四剣」やアルディアを愛人にしていた。しかし、傷無とグラベルにコロッセオから逃げられてからは、傷無を危険視するようになる。
東京奪還作戦を開始するアマテラスとマスターズに精神攻撃を開始し、傷無を除く女性達を夢の世界に捕らえた後、傷無と戦う。最初は圧勝していたが、傷無の猛攻撃を受けてしまう。その後、怒りで我を忘れ精神支配した愛音を操り傷無を殺させようとしたが、すでに意識を取り戻していて、禁断武装《術式解体（コード・ブレイカー）》を使用され、敗北してしまう。
復活した那由多に記憶を改竄された際には、アタラクシア学園の生徒会長兼チーム「バトランティス」の先代リーダーとして過ごしていた。本来の記憶を取り戻した後は、精神支配を得意とする自分が記憶を改竄されたことを悔しがるが、生徒会長をしていた経験から性格が多少柔らかくなっていた。その後、那由多に「テロス」のコアを摘出された上で改良を施された後、傷無にコアを再インストールされた。
ラグルス
声 - 藤田咲
親衛隊の隊員。小柄で大きくロールしたツインテールを体の前に垂らした少女。気位の高い猫を思わせる気性の持ち主。魔導装甲「デモン」の所持者。
プライドが高く、ヴァルデを手下のように扱っている他、征伐軍を田舎者として見下している一方で、ゼルシオーネに対しては強い憧れをもっており、承認欲求が強く、手柄を立てることに固執する。実力は高いが精神的には幼く、気に入らないことがあると激昂することが多い。
グラベルたちがゼロスを捜索していることを知り、ヴァルデと共にグラベルのもとを訪れるが軽くあしらわれる。その後、沖縄攻略戦の最中に突然現れ、グラベルとアルディアを回収し、彼女らに反逆罪の嫌疑をかけ帝都に連行し、親衛隊上層部にゼロスの所在を伝えた。しかし、ゼルシオーネからは子ども扱いされるばかりであったため、より大きな手柄を求めて自らの手でゼロスを回収するため、東京で傷無達を迎え撃った。当初は傷無・愛音のペアを相手に優勢に進めたが、援軍として駆け付けたシルヴィアにはハート・ハイブリッド・ギアの性能差から劣勢になる。不利を覆すためゼルシオーネから与えられた自身の戦艦を投入したが、主砲であっさりと撃墜されたため激昂し、自身の魔力のすべてを投入して「デモン」の切り札である「灼熱飛腕爆閻」を発動し自爆を敢行をもくろんだ。戦闘後、回収されたが魔力を失って記憶喪失になり、性格も無邪気となる。その後、バトランティスでアマテラスの一員としてアイドル活動しているシルヴィアと再会し、アマテラスの熱烈なファンである事を伝えた。
那由多に記憶を改竄された際、アタラクシア学園のチーム「バトランティス」の一員として活動しており、魔力も回復していたが、機械神ホクトの襲来で重傷を負った。その後、シルヴィアと戦う前の記憶を取り戻しアタラクシア学園でリハビリを行っているが、シルヴィアとは憎まれ口を叩きながらも友好的に接している。
ヴァルデ
声 - 明坂聡美
親衛隊の隊員。紺色の髪をした細身で長身の女性。純粋で控えめな性格。魔導装甲「ラエル」の所持者。
ゼルシオーネから命を受け、異世界における那由多のボディーガード兼監視役を務めていたが、元来の性格から超越的な才能の持ち主である那由多を親のように慕い、逆に従者の様に付き従うようになった。那由他の目的を理解できていなかったが、不審に思うこともゼルシオーネに報告することもなく、結果的には、むしろ那由他の暗躍に積極的に加担した。
沖縄攻略戦においては那由多の命でコアを引き出してブリジットを殺害し（アニメ版では殺害していない）、東京の魔力プラント建設では那由多の補佐役を務めた。さらにはバルディーンの保管していた創世の御柱の一部を盗み出すなどして甲斐甲斐しく働いたが、最後は「創世の御柱」の力で神になった那由他を目撃して、裏切られたことを察し、心神喪失状態となった。
クレイダ
「懲罰四剣」の一人。ボブスタイルの金髪を三つ編みにし、右目に眼帯をつけた女性。高圧的で地球人を見下している。魔導装甲「ガレス」の所持者。
元は円形闘技場（コロッセオ）の剣闘士。ゼルシオーネの命を受けて、エルマと共にアタラクシアに攻撃をかける。エルマに先を越す形で傷無と戦闘に入り、当初は圧倒したが、絶対領域の層に封じ込まれ、エネルギーを最大限に充填した粒子銃で撃ちぬかれた。
エルマ
「懲罰四剣」の一人。ゆるくウェーブのかかった白髪の銀細工のような女性。仕種と口調は上品だが、冷酷。魔導装甲「ルニル」の所持者。
「懲罰四剣」では唯一の親衛隊生え抜き。アタラクシアでの戦いではクレイダに続く形で傷無と対戦し、武装を使い果たした傷無を嬲ったが、アタラクシアの主砲の射線に誘い込まれ撃墜された。
ルノーラ
「懲罰四剣」の一人。青髪（アニメでは茶髪）の長髪で、体中に無数に傷跡が刻まれた女性。「コロッセオの死神」の異名を持つ。魔導装甲「セレス」の所持者。
元は物乞いをして生きていた孤児だったが、円形闘技場（コロッセオ）の剣闘士となり、生計を立てていたところをゼルシオーネにスカウトされた。ロンドンの衝突面に迫るレムリア・イズガルドの連合軍の迎撃に出撃し、アタラクシアの主砲を動かしていた傷無を襲撃する。戦闘経験の差から当初は押したが、勝負を急いだために一瞬の隙を突かれ敗れた。
ラムザ
「懲罰四剣」の一人。赤髪で陽気な性格の女性。魔導装甲「バエル」の所持者。
魔力を炎のように放出する特異体質の持ち主で、親から捨てられ、収容された施設すら焼き、殺処分寸前のところをゼルシオーネにスカウトされた。ルノーラと共に連合軍の迎撃に出撃し、自身の能力を開放して、アタラクシアを損傷させ航行不能に至らしめたが、能力が制御下を越えて暴走する。しかし、先のルノーラとの戦いで境遇を知り同情した傷無の発案で、アルディアの「立方次元迷路」で安全な上空に移された後、魔導装甲をはぎ取られ、命を救われると同時に無力化された。
ハーキュラス
親衛隊一番隊隊長。編み込んだ金髪を後ろで纏めた女性。上級貴族の出身で「剣聖」の異名をとる。真面目で責任感が強い。
ゼルシオーネの不在からゼルティスでの戦いでは全軍を指揮し、レムリア・イズガルドの連合軍と戦い、自身はグラベルと一騎討ちを行った。
復活した那由多に記憶を改竄された際、アタラクシア学園の生徒兼「バトランティス」の一員として活動する傍ら、学級委員長も務めていた。
メルクリア
親衛隊二番隊隊長。赤紫色の髪をハーフアップにした飄々とした態度の女性。ハーキュラスの幼なじみで、同じく上級貴族の出身。
ゼルティスの戦いではハーキュラスを補佐し、アルディアと交戦した。

#### 征伐軍
グラベル
声 - 大久保瑠美
第六征伐軍将軍。帝国の支配下に置かれた小国イズガルドの出身で、「褐色の獣」の異名をとる歴戦の勇士。金髪に褐色の肌を持つ美女。魔導装甲「ゾロス」の所持者。自らを戦争屋と称する典型的な武人肌で、一般人に危害を加えることを嫌い、正々堂々とした戦いを好む。指揮官としても優秀で彼女の配下の第六征伐軍は無敗を誇る。
アルディアの要請に応じて艦隊を率いてグアムに来襲したが、メガフロート・ウエストUSAの来援から消耗戦に引きずられることを嫌い、一時撤退。その後、ゼロスの所在を確かめるため、単身アタラクシアを襲撃し、迎撃に来たブリジット（アニメ版ではシャロン）とガートルードを一蹴、増援として来た姫川、スカーレット、ユリシア、傷無、愛音を相手に優勢に戦闘を進めたが、自身の戦艦の消耗と傷無の気迫に感じ入ったこと、さらにゼロスの所在が確認されたことで撤退した。その後はアルディアと共に沖縄で傷無達を迎え撃ったが、ユリシア・スカーレットと連結改装をすませ強化した傷無に敗北。その後は、ラグルスに回収された。帝都に連れ帰られた後は、ゼロスの所在を報告しなかった（親衛隊の暴走を危惧して、あえて報告しなかった）ことから反逆罪の嫌疑をかけられ、ゼルシオーネから尋問と称した凌辱を受ける。それまでは無益な抵抗を続けるよりはましと帝国の支配を甘受していたが、帝国上層部の腐敗を見て、バトランティス帝国そのものへの失望を強めた。
東京奪還作戦終了後、捕虜となった傷無と円形闘技場（コロッセオ）で対決させられるが、傷無と絶頂改装することで魔力を回復し、円形闘技場を覆う障壁を破壊し脱走。この際、自身を捕えに来たアルディアを倒して洗脳を解き、イズガルドに帰還した。帰還後は、イズガルドの事実上の最高指導者になり、帝国への反旗を翻すために帝都に再び戻って偵察活動を行っていたが、同じく偵察活動中、窮地に陥っていた傷無・ガートルードを助け、イズガルドに戻った。その後、配下の第六征伐軍を率いてアタラクシアに合流し、アトランティスを救うため、地球側と同盟を結んで、帝都で帝国軍と戦った。
復活した那由多に記憶を改竄された際、アタラクシア学園のチーム「イズガルド」のリーダーとして活動していた。そして、傷無たちとはぐれた後でオーディンの世界に辿り着き、愛音と合流してから二ヶ月後、オーディンに追い詰められている最中に魔導装甲「ゼクロス」を纏った怜悧や傷無たちと再会し、オーディンを倒した。
傷無には当初から戦士として好感を抱いており、敗れてからは敬意を示すようになり、コロッセオで絶頂改装を行ってからは不器用ながら好意を持つようになった（コロシアムで接続改装を経験後、アルディアと連結改装した仲）。
アルディア
声 - 山田奈都美
第六征伐軍に所属する兵士。魔導装甲「ゼエル」の所持者。バトランティス帝国の出身者。グラベルに好意を抱いているようで、ゼルシオーネにかけられた洗脳を解かれた後に傷無と再会した際、グラベルが傷無に好意を抱くようなそぶりを見せた時には、嫉妬を抱く様子を見せていた。だが傷無とはグラベルと共に連結改装を経験している。
復活した那由多に記憶を改竄された際、アタラクシア学園のチーム「イズガルド」の一員として活動していたが、男子生徒相手に脅迫まがいの恐喝を行うなど、遡行の悪さが目立った。

#### その他のバトランティス帝国の人物
飛弾 那由多（ひだ なゆた）
声 - 里咲芽生
怜悧と傷無の実母。ハート・ハイブリッド・ギアを発明した天才科学者。怜悧に酷似した（というより、怜悧が彼女に似ている）若々しい美貌の持ち主。
常に聖母のような柔らかな微笑を携えているが、その実態は「この世に自分の知らないことがあるのを許せない」と豪語する限りない知識欲と超絶的な好奇心の持ち主で、研究の達成のためには手段を選ばない倫理観の欠如したマッド・サイエンティスト。ゲーム感覚で事態を進めることが多く、研究のためには十万人の人命すら人質にして見せる。これは身内に対しても同様で、自身の子供たちには母親としての口調で接してはいるが、根本的な価値観のズレが存在し、まっとうな親子関係とはいいがたい。
娘の怜悧からは蛇蝎のごとく嫌われ、「究極の敵」「悪魔」などと罵倒しているほか、容姿が母親に似ていることを完璧に否定しており、那由多の方も自身のあり方を理解しない怜悧を「馬鹿」と評している。一方、息子の傷無からは幼少時に懐かれており、ハート・ハイブリッド・ギアの被検体となる形で研究に協力しており、用済みとなったために放置され、失踪してからも複雑な感情を見せていた。
識名ケイが自身を指して凡人と評するほどの、才能の塊のような超絶的な頭脳の持ち主で、最終学歴は小学三年生。幼少期からインターネットを通じて革新的な数々の論文を発表し、いくつもの研究所や企業とコンサルタントや研究者として契約を結ぶなどしており、研究者からは崇拝の対象となっていた。その後、アタラクシアに研究所を設け、ハート・ハイブリッド・ギアのコアの研究にいそしんでいたが、コアのテクノロジーを解明するため、フィールドワークと称して衝突面の向こう側の世界に移った（周囲にはこのことを伝えなかったため、メガフロート側は失踪として扱った）。
世界を移動した後は、バトランティス帝国の研究員となり、異世界の要である創世の御柱（ゲネシス）の研究を行っていた。帝国上層部を巧みに操り、自身の研究を進めるための環境を作り上げ、ボディーガード兼監視役としてつけられたヴァルデを心酔させ、創世の御柱の石板を集めるなど暗躍させた。ついには創世の御柱の表面に刻まれた古代文字を解読し、世界の秘密を知り、倒壊しかけの御柱の最後の力を使って自らを創造主に作り替えた。「神」となった後は肉体が7歳ぐらいにまで若返り、ハート・ハイブリッド・ギアの原点というべき力を行使できるようになっている。自らの能力の検証のために傷無と愛音と交戦しようとするが、騙されていたことを知り激怒したグレイスに攻撃される。しかし、グレイスを軽くあしらい、増援として駆け付けたアマテラスとマスターズも一蹴するも、接吻改装で強化された傷無との戦いで「全時空粉砕」に打ち抜かれ敗北。それでも死亡してはおらず、体の自動修復を進めていたが、なんらかの原因で体が不調をきたしてたらしく、崩壊し消滅。今わの際に、傷無たちに自身に勝った褒美として創世の御柱の修復の方法を伝えた。
しかし実は、消滅したと見せかけて姿を消しただけであり、その目的は傷無たちとの戦いで負ったダメージを回復するためと、傷無たちが結果的に呼び寄せてしまった機械神たちのデータを収集し完全な生命体となるためであった。そして、機械神たちによって両世界が消滅させられた際、愛音とユリシアを除く傷無たちとアタラクシア学園の構成情報だけを回収し、自身の力で傷無たちの記憶を改ざんした上で再構成し、来たる機械神たちとの戦いのための休息とチームワーク育成を行っていた。しかし、機械神ホクトに発見されたことで本来の記憶を取り戻した傷無たちに一連の事情を話し、目的は違えど手段が同じ傷無たちと手を結んだ。そして、機械神たちに勝つために必要なロスシリーズのネロスとエロスのコアの（宿主を生かしたままの）摘出と改良と再インストールを行うが、イズガルド・レムリア連合軍の旗艦『アタラクシア』を含む三隻の戦艦の再構成と改良に力の大半を使い果たしたと語っている。
ビューレン
グレイス派の貴族。四十代だが若々しさと美しさを維持している。アイネスの失踪後、グレイスの治世下で権勢をほしいままにしていたが、アイネスの突然の帰還に動揺。帝位を返還すると宣言するグレイスに反対し、その際にアイネスへの侮辱ととられる発言をしたため、グレイスの怒りを買い粛清された。
マリス
宣伝局の職員。髪を結い眼鏡をかけた女性。征伐軍の出身。
国策に基づいた様々なイベント、放送、およびそれに出演するタレントのマネージメントを職務としており、プロパガンダのため、捕虜となったアマテラスの面々にアイドル活動をさせる。

### バルディーン
ランドレッド
北方の小国バルディーンを治める女王。年を重ねた色香を漂わせる三十代の女性で、作中随一の豊満な体形をしている。
魔力調整の儀式を異世界側で唯一習熟しており、「プロジェクト・バベル」においては、儀式の方法を教授する役目を担った。
復活した那由多に記憶を改竄された際、アタラクシア学園の養護教諭として活動しており、傷無と怜悧に迫っていた。那由多に一連の事情を聞いた際にも、記憶が完全に戻っておらず混乱していたが、那由多が再構成と改良を行ったバルディーン軍の旗艦『黄金帝竜（ゴールデン・ドラゴン）』に搭乗した時には、記憶が元通りになっていた。
ルレオ
バルディーン軍の指揮官。やわらかいウェーブのかかった水色の髪をした女性。自信家な性格。名称不明の魔道装甲を所持している。
バトランティス軍の侵攻に際し、竜型魔導兵器部隊を編成し、奇襲を仕掛けることで親衛隊を相手に善戦したが、皇帝姉妹の魔道装甲の威力に降伏。後に、イズガルドからの要請に応じて、魔導兵器部隊を率いてゼルティスの決戦に参戦し、戦況を変える決定打となった。
復活した那由多に記憶を改竄された際、アタラクシア学園の生徒兼チーム「バルディーン」の一員として活動していた。
モーラ
バルディーン軍の参謀。ルレオの補佐役。名称不明の魔道装甲を所持している。

### 機械神（デウス・エクス・マーキナー）
タナトス
四人の機械神たちのリーダー。
オーディン
機械神の一柱で、機械神の中でも好戦的な性格をしている。
オシリス
機械神の一柱で、8巻の終盤でユリシアを従属させていた。
ホクト
機械神の一柱で、自分が楽しむことを何よりも優先させている。

## ハート・ハイブリッド・ギア
飛騨那由多によって開発された個人用戦闘装甲（パワードスーツ）。人類の通常兵器をはるかに凌ぐ戦闘能力を秘めた対異世界の決戦兵器であり、異世界の軍勢に対する唯一の対抗手段である。体内に埋め込まれたコアに所持者の生命力を与えることで実体化し装着され、コアを抜き取られると所持者は死亡する。コアは通常内臓手術で埋め込まれ、成功するとコアはいったん消滅し体の各部に広がっていく。コアを体内に埋め込む前に適性を持つ人間をある程度推察することができるが、高い適性値を示すのは決まって女性であり、そのため所持者は傷無を除いて全員が女性である。機体の外見と兵装はそれぞれ異なり、名称は全て3音節で統一されており、最後の2文字で機体のシリーズを判別することができる。この中でロス・シリーズと呼ばれる機体は基本性能が他のシリーズに比べて高く、「背徳武装」と呼ばれる強力な兵装を持つ。各機体の武装はそれぞれ固有のもので基本的に他の機体に譲渡できない。
元は異世界の魔導装甲と呼ばれるもので、第一次異世界間衝突後に地球側に流出した（コアの保管庫に小規模な衝突面がつながったと推察されている）コアを那由多が改造したもの。コアの由来はよくわかっておらず、異世界でもオーパーツ扱いされている。本来は異世界に存在する魔力をエネルギー源として動くが、地球には魔力が存在しないので代替エネルギーとして人間の持つ生命力が利用されている。

### 用語
ハイブリッド・カウント
ハート・ハイブリッド・ギアのエネルギーの残量を示す数値。25%以下がイエローゾーン、10%以下がレッドゾーンとされる。5%をきるとハイブリッド・ギアの維持も困難になり、残量が0になると失神して過労で倒れこみ、ロス・シリーズの機体の場合は死亡に至る。ハイブリッド・カウントは自然回復し、回復量に個人差はあるものの、ロス・シリーズの機体は他のシリーズの機体に比べて回復速度が著しく遅い（スカーレットの「アレス」は1か月程度で全回復するが、姫川の「ネロス」は2週間で3%程度しか回復しない）。
絶対領域（ライフセーバー）
ハート・ハイブリッド・ギアの基本兵装の一つ。任意で展開可能なバリア。展開にはハイブリッド・カウントを消費する。
接続改装（ハート・ハイブリッド）
ハート・ハイブリッド・ギア「エロス」の持つ特殊機能。「エロス」の所持者が、別のハート・ハイブリッド・ギアないし魔道装甲の所持者と性的な接触し、愛情と快感を共有することでハイブリッド・カウントを回復させるもの。愛情と快感が前提であるため、相手との信頼関係が深く、なおかつ相手側の性癖に合致した行為であるほど（より端的に言えば興奮度が高いほど）、良質のハイブリッド・カウントが充填される。これはより新鮮な興奮や激しい背徳感ほど効果が高い。また、接続改装が成功すると副作用として女性側に催淫状態のような症状が現れ、酩酊状態や性欲が非常に高まり、極端な場合は人格も変わる。
実は、コアを埋め込んだ女性でなくとも、コアの適性がある女性ならば行為自体は可能であり、この場合は「エロス」の所持者のハイブリッド・カウントのみ回復する。
絶頂改装（クライマックス・ハイブリッド）
接続改装によってもたらされた催淫状態を利用し、女性側の快感を頂点に達させることで使用可能になる機能。実行されるとハイブリッド・カウントが全回復するのみならず武装が強化され、ロス・シリーズの機体の場合は「背徳武装」が追加される。
連結改装（コネクティブ・ハイブリッド）
女性側が2人以上で行われる接続改装の亜種。複数で同時に行うことによって1対1で得られない相乗効果や共振作用を発揮させ、通常の改装よりも攻撃性の高いエネルギーを生成することができる。ただし、女性同士が強い信頼関係に結ばれていなければ実行できない。
接吻改装（キスチャージ・ハイブリッド）
強い愛情で結ばれた女性と接吻することで発動可能になる機能。ハイブリッド・カウントを回復させるものではなく、体内に残ったエネルギーを一度に放出することで無理やり性能を向上させるもの。その性質上、体にかかる負担は大きく、ハイブリッド・カウントもごく短時間で消耗する。

背徳武装（はいとくぶそう）
ロス・シリーズの機体に搭載された機能。通常武装を遥かに上回る破壊力を秘めた武装であり、絶頂改装を行うことによって解放される。ハート・ハイブリッド・ギアの場合は一定時間経過するとしばらく使用できなくなるが、魔道装甲の場合は十分な魔力量（ハイブリッド・カウントに相当する）があれば、任意に使用可能。
テクニカル・ギア
人類の既存技術で作り上げられたハート・ハイブリッド・ギアのレプリカ。識名京によって発明された。固有の兵装はなく、基本性能もハート・ハイブリッド・ギアに対して劣るが、コアがなくても操縦可能であり、もっぱらコアの適性を持つ生徒のパイロット技能を養成するための練習機として使われる。
魔導騎士
異世界における魔導装甲の所持者に対する称号。

### 機体

#### ロス・シリーズ
エロス
飛騨傷無の機体。機体色は黒で、コアの発光色はピンク。ハイブリッド・カウントの消費が少なく絶対領域の持続時間も長いが武装の類はわずかなビーム砲がついていることをのぞいて、ほぼ未搭載であるうえ、素の状態の機体性能も他のハイブリッド・ギアはおろか、練習用の機体であるテクニカル・ギアにさえ後れを取りかねないほど低く、戦闘には不向きとされる。しかし、実は男性のみがインストール可能な特殊なコアで、所持者の特殊機能として、『接続改装（ハート・ハイブリッド）』があり、「絶頂改装」に至ると交わった女性の機体の特性に応じて基本スペックが強化され、機体に応じた武装の複製が可能となる。
那由他の言によれば、その正体は地球（レムリア）における「創世の御柱（ゲネシス）」に関連する遺物であり、地球側で発見された唯一のコアである。ただし、地球側の「創世の御柱」は発見されておらず、この件に関しては謎が多い。元々「エロス」のコアは怜悧に対して埋め込まれる予定だったが、男性専用のコアであったために適性を示さず（当時は男性専用ということ自体が不明であった）、代わりに傷無にインストールされた経緯がある。傷無本人は当初、上述の母親の仕打ちに対するトラウマと名称に対する気恥ずかしさから展開を嫌がっていた。「背徳武装」は存在しなかったが、後に那由多の手によって「背徳武装」『那由多（ナユタ）』が搭載される。
ゼロス
千鳥ヶ淵愛音の機体。機体色は白で、コアの発光色は青色。「背徳武装」は粒子砲『全時空破枠（バルバライザー）』。
ネロス
姫川ハユルの機体。機体色、コアの発光色はともに赤色。濡れたような光沢が美しい、切れ味の鋭い日本刀を思い起こさせる形状をしている。主な武装は腰に下げられた、刃の部分から発生した粒子が高速で動くことで触れたものを切断する剣「壮鋭剣（ソード）」と、所有者の意思に従い、空中を駆け回る四本の長大な剣「弩弓駆剣（ブレイド）」。姫川はこれらを有効に扱い中距離戦闘では無双を誇る。「背徳武装」は柄が異常に長く刀身が二メートル近くある二枚刃の輝く剣『絶世破断（グラデイウス）』。この剣は物質の結びつきを断ち切り、どのような固いもの両断でき、斬られたものは世界との結びつきが絶たれ消滅する。
クロス
ユリシア・ファランドールの機体。機体色は青、コアの発光色は金色。腰回りと背中に強力な火器が装着された遠距離戦仕様の機体であり、全方向に射撃が可能。主砲は「攻機動粒子機関（ディファレンシャルフレイム）」。他は腰部に装着されている二丁の粒子ライフルなど。「連結改装」をすると、腕部に装甲が付き、脚部の装甲が大型化し、「攻機動粒子機関」が強化される。「背徳武装」は直径30センチメートル、長さ1メートルの巨大な釘を搭載した十字型の回転式弾倉『破滅十字（クロスヘッド）』。射程は1メートルしかないが撃ち込まれた空間は歪曲され、そこへゼロ距離からの粒子砲が衝撃波とともにたたきこまれる。
ゾロス
グラベルの機体。機体色はグレー、コアの発光色はオレンジ。二対四枚の翼状の20ミリの口径の三連装粒子砲を背中と腰回りにそれぞれ搭載した軍用機を彷彿とさせる戦闘的な印象を与える機体。主武装は幅の広い長大な剣とバズーカ並みの大口径の粒子砲が組み合わさった銃剣（ガンソード）。主な技としては銃剣から放たれる弾丸「爆光弾（バレット）」と、銃剣に魔力の光を纏った斬撃「光刃斬（レイバー）」。切り札たる「背徳武装」は大口径の銃身が六本ガトリング状に並び、円の内側にプラスドライバーの先端部のような十字形の剣が配置された銃剣『銃剣奇環（ソード・ガトリング）』。弾倉が高速回転することで途切れなく、弾を発射することが可能で、威力は円形闘技場の絶対領域の層をやすやすと打ち破るほど。
タロス
シルヴィア・シルクカットの機体。機体色は白、コアの発光色は紫。龍あるいは兎のような形状のボディと魔導装甲「デモン」をはるかにしのぐ巨体を持つ異形のハート・ハイブリッド・ギア。肩口に普通の魔道装甲数台分はありそうなサイズの姿勢制御用のスラスターがついており、その外側に人が楽に入れる大口径の粒子砲『イグニス』が搭載されている。両腕は左右非対称で右手が巨大金庫の鍵をおもわせる四角くごついハンマー、左手は巨銃となっている。脚部は機動力を担う双発の巨大ロケットであり、それを剣のようなスラスターが補助している。パイロットであるシルヴィア本人は胴体部に配置され全体を制御している。「背徳武装」は右腕のハンマーに封印された黒く渦巻く闇を開放する『究極重力圧縮（ティターニア）』。右腕から解放された闇は真っ黒な球体としてあらわれ、ある一定の範囲まで膨らんで、さながらブラックホールのように周辺のエネルギーを食らいつくした後、収縮し、右腕に再封印される。
この機体のコアは、内蔵手術ではなく新たに考案された「絶頂改装」さながらの方法で傷無の手でインストールされた。
テロス
ゼルシオーネの機体。機体色は銀、コアの発光色は青緑色。鏡のように輝く装甲で、背中には飛行機を思わせる翼があり、両手両足の装甲はやや大きめだが、ボディにはほとんど装甲がない。主武装は鞭としても使える銀色の剣。「背徳武装」は翼部分に取り付けられた瞳のような形をしたレンズ『心魂改装（ハート・リビルド）』。瞳に移された魔法陣から光の輪を放ち、受けた人間は精神の支配を受ける。精神支配の状態は様々で肉体的な感覚を操るものや、幻覚を見せるもの、洗脳状態にするものなどがある。魔法陣儀式と併用することで広域の十万人単位の人間を同時に支配下に置くこともできるが、誰か一人に限定して能力を行使する場合は、レンズを必ずしも必要としない。
コロス
グレイス・シンクラヴィアの機体。機体色は金と銀。コアの発光色はピンク。本体はわずかに羽状の飾りがついたのみの全裸と見まごうかのような薄い装甲だが、背面部には刃物でできた骨だけの翼があり、頭部にはティアラが装着されている。手のひらからレーザーのような光を放つことができる他、翼の一部を分離して鎌として使うこともできる。「殺戮の天使」の異名を持ち、「背徳武装」は羽から放たれる光の矢『魔力吸収（ハーベスト）』。矢に射抜かれたものは、魔力を抜き取られ、骨格の翼に吸収され全身にいきわたる。放たれた矢そのものは、魔力が尽きるまで対象をホーミングする。通常の武装は魔力を大幅に消費するが、コロスは例外的に他から取り込んだ魔力をそのまま、己のものとして吸収する（いわば単独で接続改装を行うようなもの）ため、魔力切れは存在しない。ただし、グレイス本人が蓄えられる魔力には限界量があり、許容範囲以上に取り込むと体ごと破裂する。
ゼクロス
飛弾怜悧の機体。

#### その他の機体
ゼエル
アルディアの機体。コアの発光色は緑色。逆五角形と円を組み合わせた6枚の細長い盾に覆われた個人用の要塞のような印象を与える魔導装甲。盾ユニットは所有者の意思で自由に動かすことができる他、槍の形に変化させることができる。盾は周辺の空間をゆがませ、敵の攻撃の方向を曲げさせることが可能。盾ユニットは円形パーツを軸にX状に展開することができ、六枚の盾で、敵一人を取り囲み、立方体状の空間に封印する『立方次元迷路（ラビリンス・キューブ）』が切り札。「立方次元迷路」は内部の空間が歪曲されるため、一度閉じ込められると内側から脱出することは不可能で、閉じ込めた側は任意に空間をゆがませることで容易に内部の人間を排除することができる。
アレス
スカーレット・フェアチャイルドの機体。機体色は白、コアの発光色は紅色。背面部に平べったい箱状のミサイルユニットが4つ装着されている。絶頂改装が行われるとミサイルユニットが大型化する。
シグラ
ガートルード・ベアードの機体。機体色はガンメタリック、コアの発光色は黄色。背面部に小型の翼のようなユニットが、腰部には筒を横に倒したようなジェネレーターが装着されており、頭部には猫耳のようなヘッドセットがついている。主武装は太ももの両側に携えられた二丁の高圧縮粒子拳銃/粒子銃（バーティクル・ガン）。粒子銃の威力は魔導兵器には通じても、魔道装甲には効果が薄い程度だが、絶頂改装が行われると威力が50%アップし、魔道装甲とも戦闘が可能になる。
レグラ
ブリジット・アークライトの機体。主武装は粒子ライフル。
デモン
ラグルスの機体。コアの発光色は赤色。小柄なラグルスには不釣り合いな巨大な機体で、鎧を身に着けるというよりは、ロボットに搭乗しているような形になる。脚部ユニットはそれだけで上背を1m以上かさ上げするほどで、背後から生えた腕部も同様に太く巨大であり、ラグルスが本体の手を動かすのに合わせて、同様に動く。ラグルス本人は頭部にあたる部分で全体を制御してる。巨大な分、パワーがあり、装甲もゼロスの攻撃を受けきるほど固い。また、奥の手として手のひら部分に粒子砲が隠されている。
ラエル
ヴァルデの機体。機体色は紺、コアの発光色は水色。甲鉄の爬虫類を思わせるようなしなやかな形状で、腕の先は鋭い爪状の武器になっている。空間を操り、肘から先を他の空間に転移させることができる。
ガレス
クレイダの機体。コアの発光色は黄色。胴体部を覆う装甲は少ないが、両腕と両足に小型のスラスターが付き、背面部の飛行ユニットにはメインの動力が二つと姿勢制御用のユニットが搭載され、機動性に優れる。メインユニットはマンモスの牙が二本前に突き出たような形状で、剣をふるう際には背後に折りたたまれる。主武装は三日月型の剣「三日月剣（セレーネ）」。「三日月剣」は回転させることで縦横無尽に衝撃波を放つことができる。
ルニル
エルマの機体。機体色は銀色。ドレスと一体化した美しいデザインで、装甲には植物のような装飾が施されている。背中のスラスターは控えめでメインユニットはハの字型に広がっている。主武装は2mほどの柄に体程の大きさの金属の塊が付いた巨大な銀色のハンマー。ハンマーは因果を操作し、目標に攻撃を加える前に対象を破壊することができる。ただし、一定以上の質量を持った物体に限る。
セレス
ルノーラの機体。機体色は白と黒。どことなく学校の制服を思わせる形状をしている。背面部に翼を折り畳んだような大型ユニットがあり、そこに予備の剣が複数収納されている。ルノーラは50センチメートルほどの短剣を両手持ちする戦闘スタイルをしている。短剣からはクレイダと同様に衝撃波を放つことができる。
バエル
ラムザの機体。炎をかたどったような小ぶりの翼が付いた背面ユニットを装着してる。主武装は両手持ち用の赤く巨大なトマホーク。

## 用語（勢力別）

### 地球（レムリア）側
第一次異世界間衝突
本編の15年前に発生し、北米、南米、中国、オーストラリア、南アフリカ、フランスに何の前兆もなく異世界との衝突面が開き、人類が魔導兵器と遭遇した事件。（どちらが先に手を出したかは曖昧なものの）魔導兵器との戦闘が発生した結果、異世界からの襲撃を招いた。衝突面そのものは2週間で閉じたものの、人類の既存兵器は魔道兵器に対して無力をさらし、百の都市と5千万の人命を失う結果となった。
第二次異世界間衝突
本編の半年前に発生した事件。各大陸に衝突面が開き、異世界から大規模な襲撃が行われた。当初は各国のハート・ハイブリッド・ギア部隊によって防衛が行われたが、魔導兵器の物量に抗しきれず、各国は本来の国土を捨て、メガフロートで海上に逃亡、メガフロートに乗れなかった国民は旧国土（異世界の占領地）に置き去りにされた。
超大型浮体式海上構造物（メガフロート）
第一次異世界衝突後に各国が建造した海上を移動する巨大な都市。都市機能は勿論、政治・経済など、すべての社会機構と無人の都市防衛機能を備えた「国家のミニチュア版」とでもいうべき代物で、異世界からの侵略に対する国家のバックアップであり、緊急用の箱舟でもある。メガフロートの規模は建造した国家の国力をそのまま表しており、乗組員と住人が国家が安否が確認できる国民の全てである。
戦略防衛学園アタラクシア
メガフロート日本に連結する直径3kmほどのフロート。最も古いフロートであり、第一次異世界衝突の直後から対異世界テクノロジーの最前線であると共に、メガフロート・日本の防衛を担う軍事施設でもある。周囲を防壁のようにビルが取り囲み、360度に速射砲やミサイルが突き出た要塞のようなたたずまいをしている。研究開発と人材開発を行う研究機関（現在のナユタラボを含む）があり、それに付随する形で、大学の他、高等部・中等部が併設され、高等部は戦技科と技研科に分かれている。生徒数は約4000名。生徒の制服は男子はブレザー（青と黄の襟）、女子は肩部分だけ露出し、Yシャツをインナーとするセーラー服（赤と黄の襟）。職員や研究者も含めて全寮制であり、フロート内で生活のすべてをまかなえるよう、各種店舗・医療機関・娯楽施設が整備されている（ただし、アタラクシア本体の生産機能はほぼ皆無である）。フロート内の移動用に東西・南北・外周の三線の地下鉄が設置されていて、これは有事のシェルターとしても使われる他、電気自動車（コミューター）なども配備されている。
第5巻において異世界との決戦のために、メガフロート日本との連結を切り、ロンドンに向かったが、第6巻における戦闘で、ラムザによって修復不能の損壊を負い、放棄された。しかし、乗組員はそのままグラベルの専用艦に移ることとなった。
メガフロート日本
日本のメガフロート。東京・大阪など各都道府県が作ったフロートの集合体であり、東京23区程度に匹敵する規模で細長くどことなく日本列島を想起させる形をしており、旧日本と同じような並びで各都道府県のフロートが連結されている。建築に際して各都道府県の特色を生かすため、それぞれの地方にある有名な建物を移築したり、風景を再現するなどの工夫がなされている。
メガフロート・ウエストUSA
アメリカの所有する2つのメガフロートの片割れ、西海岸のメガフロート。メガフロート日本の2倍ほどの規模で、流線型の巨大な潜水艦のような形状をしており、実際に潜水機能がある。

天地穹女神（アマテラス）
メガフロート日本に所属するハート・ハイブリッド・ギア・チーム。原隊員は千鳥ヶ淵愛音、姫川ハユル、ユリシア・ファランドールの3名で、第1巻において飛騨傷無が、第4巻においてシルヴィア・シルクカットが加入し、5名となった。メンバーは全員、ロス・シリーズのハート・ハイブリッド・ギアを所持している。
MASTERS（マスターズ）
メガフロート・ウエストUSAに所属するハート・ハイブリッド・ギア・チーム。正式名称は「メガフロート・ウエストUSA第七飛行中隊」。元は合衆国が50名抱えていたハイブリッド・ギアの所持者の中から選抜したエリートチームであり、ユリシアも元はここに所属するエースでもあった。メガフロート・ウエストUSAに所属しているのはスカーレット、ガートルード、ブリジット、クレメンタイン、シャロン、レイラ、ヘンリエッタの7名（原作では後にブリジットの戦死で6名となる）。レス・シリーズの他、ルバ、グラ、ニルなどのシリーズのハート・ハイブリッド・ギアを所持している。
衝突面（エントランス）
異世界衝突によって生まれた世界間を繋ぐワープ・ゲートのようなもの。一辺1kmほどの四角形状で、空中に浮かぶその表面は水面のように揺らめいており、つながっている先の景色を見ることができる。一定以上の規模を持った陸地の上にのみ形成され、各衝突面は固有の場所につながっている。異世界による侵略の橋頭保とでもいうべきもので、この衝突面の存在によりメガフロートは海岸の2、3百km以下に近づくことができずにいる。また、衝突面の付近では通信も妨害されるため、メガフロート側から本土と連絡を取ることもできない。第2巻からは、特殊な技術を用いて衝突面を閉じることができるようになった。
中距離移動式戦略補給室
通称「LOVE ROOM」。つるりとした白い外壁で窓のない巨大なカプセル状のコンテナであると共に、魔導兵器の攻撃に耐えうるプライベートシェルターでもある。輸送は輸送ヘリによって行われる。内装はベッドとシャワールームが置かれただけのシンプルな構造だが、コンソールを通して、内部の風景と中に入った人間の装備を自由に変換できるシミュレーターを搭載している。シミュレーターによって作られた装備はあくまで仮想のものだが、手触りや重さも再現できる。なお、シミュレーターは元々、敵占領地への潜入や魔道兵器との模擬戦を行うことを想定して開発されたものだったが、傷無の接続改装を迅速に行うための手段とするために、仕様が戦闘訓練用からデート・シミュレーターに大幅に変更されている。アタラクシアが破壊された際にともに破壊された。
移動式特殊仮設浴場二型
技研科によって開発された新装備。ベッドとバスルームが設置された寝台車両。
中距離弾道弾式補給室
4巻で登場した新型LOVE ROOM。三段式大型ロケットの中段に設置され、任意の位置に着弾した後、ミサイル部分と分離し、アンカーで地面と固定される。技研部によって開発されたもので、この仕様変更はアマテラスの一同を呆れさせた。
慰安搬送装置一号
LOVE ROOMの研究段階で作られた試作型。外装は直径3m程の弾丸上で、目的地に向けて射出する形式で送り込む（この際、内部に人を乗せることもできる）。LOVE ROOMのようなシミュレーターは搭載されていないが、内装は豪華で、シャンデリアと革のソファ、テーブルが設置されている。

魔力プラント
那由多の発案に基づき、バトランティス帝国によって衝突面の付近に作られた建築物。内部では異世界間衝突前の平穏な情景が再現されており、魔導装甲「テロス」によって洗脳された人間が偽りの日常を暮らしている。洗脳された人間は、一日に作り出す生命力の半分を内部に設置された装置によって抜き取られ、抜き取られた生命力は魔力に転換され、衝突面から異世界に運ばれる。東京において試作されたものは環状線（山手線）の線路にそって術式が展開され、その内部で実験が行われる形式だったが、後に建造されたものは上空に展開された円形の魔法陣で術式を維持している。

### 異世界（アトランティス）側
魔導兵器
魔力を使い、創世の御柱によって生産される異世界の兵器。同型の機体が複数存在し、所属する国家や勢力によって、機体の形状や装飾が若干異なる。固有の意思はなく、あらかじめプログラムされた命令に忠実に行動する。人類の既存兵器が通さない特殊な装甲をもち、危険度によってカテゴリーA〜D級までに分類されている。なお、下記の名称は「黄金帝竜」を除いて、すべて人類側がつけた通称である。
機構歩兵（ブリガンド）
カテゴリーD級。全高3mほどの人型の機体で、戦闘能力は低く、主に占領地の治安維持に使われる。
青の騎士（ブルーヘッド）
全高10mにもなる巨体で、青い色と甲冑に似た形状をしていることから名付けられた。
武装海賊（ヴァイキング）
カテゴリーB級。角が生えた兜と、筋骨隆々のフォルムをした大昔のヴァイキングを想起させる機体。
羽根付き（アルバトロス）
カテゴリーB級。ブルーヘッドに翼をつけたような形状をしており、実際に飛行も可能。
竜騎兵（ドラグリエ）
カテゴリーA級。胴体部に翼の生えたトカゲの背面部に鎧騎士の上半身がくっついたような形状をしている。飛行可能で、竜の口からは炎を吐き出す。
三つ首竜（トライヘッド）
その名のとおり、三つの首を持つ竜の形状をしている。ハート・ハイブリッド・ギアの通常兵装をものとももしない強靭さを持ち、既知のA級の魔導兵器を遥かに凌ぐ強さから、カテゴリー超級に新たに分類された。
黄金帝竜（ゴールデン・ドラゴン）
バルディーンの保有する竜型魔導兵器の中で、最大最強を誇り、魔導兵器の頂点に君臨する機体。全長100mを越え、小さめの胴体に長い首と尻尾があり、黄金に輝く4枚の翼を持つ。
バトランティス帝国
異世界の半分を支配する大国。首都はゼルティス。周辺国との抗争を繰り返す軍事国家であり、地球側への侵攻を行っている。
親衛隊
皇帝に直属するバトランティス帝国の精鋭部隊。隊長はゼルシオーネ。帝国の名家の出身者で固められており、配備されている魔道兵器や戦艦も壮麗な装飾がなされたもので、めったに帝都から離れることはない。隊員は白と赤の制服に身を包んでおり、部隊は一番（レオン）、二番（ティグリス）、三番（レパード）、四番（ヴォルクス）の四隊に分けられている。この他にゼルシオーネの直属として、他の部隊の綱紀粛正を行う『懲罰四剣（クアルトウム）』が存在する。
征伐軍
バトランティスの軍隊。身分の低いものや帝国によって服属させられた辺境の人間が配属される。第一から第六まで存在し、グラベルは第六征伐軍の将軍である。レムリアを含めた他国との戦争で前線に立つことが多い。

魔力
異世界における万能のエネルギー。現在は創世の御柱（ゲネシス）の機能不全から深刻な枯渇状態にある。地球側には存在しないが、人間の持つ生命力（体力や精力）は魔力に転換することが可能である。
レムリア
地球側の世界に対する、異世界側の呼称。魔力が存在せず、魔道兵器は著しく消耗するため広範囲を活動できない。
アトランティス
古くから伝わる異世界に存在する大陸の名前であり、異世界そのものも指す。住民は魔力量の多寡を絶対視する思想から創世の御柱（ゲネシス）に血をささげる儀式で子供を作り出している。この際、魔力量の少ない男子は作られなかっため、アトランティスには女性しか存在しない（性行為は存在するが子孫を残す生産的な物ではなく、娯楽として認識されている）。創世の御柱の機能不全による天変地異で荒廃が進んでおり、陸地面積は地球と同程度だが、総人口は千分の一程度となっている（戦争による大規模な人的被害がないにも関わらず、那由他の試算では直近の十年で一割程度減少してる）。生き残った人々も一部の都市に移り住むなどしているため、各地に廃墟が残されている。開放的な文化で、住民は露出度の高い恰好を好み、社会的地位の高いものほど露出がさらに激しくなる傾向にある。テクノロジーは魔力を基盤としており、科学技術を基盤とした地球側に比べて数段進んでいるが、魔導テクノロジー以外が軽視されているため、魔力で解決できない問題は解決不可能な問題として放置される傾向にある。また、コンピューターが存在しないため、大規模な情報処理を担うシステムが構築されておらず、その基盤は脆弱であり、必ずしも優れた部分ばかりではない。
創世の御柱（ゲネシス）
異世界の各地に点在する巨大なモニュメント。魔力によって稼働し、戦艦や魔導兵器を製造することができる他、血液を用いた特殊な儀式で、子供を人工的に作り出すこともできる。バトランティスの帝都ゼルティスに存在するものはその中でも最大のものであり、幅200m以上の正方形を底辺とした直方体状で、先端部は天と地に根を張るように広がっており、表面には古代文字で書かれた碑文が刻まれている（古代文字に対する知識は既に失われている）。文字通りの意味で異世界を支える柱であり、メンテナンスが行われなかったことによる機能不全から各地の創世の御柱は機能を停止しており、帝都に存在するものも崩壊寸前の状態にある。創世の御柱の機能不全によって各地で異世界の各地で人口減少や天変地異、環境改変が行われている他、異世界間衝突を引き起こす直接の原因となった。実はメンテナンスにはバルディーンに伝わる秘術（接続改装に類するもの）を、実行する必要があるが、儀式の主催者が男である必要がある。しかし、魔力量優先の思想から男子が絶滅したため、メンテナンスを施すことができなくなり、それを知らず無理やり使い続けた末に機能不全を起こしたことが一連の混乱のそもそもの原因であった。
那由多の言によれば、創造主によって世界を創造するために用いられたツールである。
円形闘技場（コロッセオ）
バトランティス帝国の帝都ゼルティスに存在する施設、直径500mを超える広大な闘技場。外壁はゼルティスの町と同じ黒い石で覆われ、表面には戦をする天使のレリーフが彫られており、色とりどりの魔力の光で飾りつけられている。内部には十数万人を収容できる観客席がおかれ、闘技場と観客席の間は複数層の絶対領域で覆われている。ここでは、犯罪者や敵国の捕虜を魔導兵器や魔導装甲の所持者と戦わせるイベントが頻繁に開催されており、市民の娯楽となっている。
イズガルド
大陸の東部に存在した国家。現在はバトランティスに征服され一行政区となっている。王はいるが、あくまで国の象徴で政治には関与せず、実質的には民主主義国家である。
バルディーン
大陸の北部に存在する国家。女王はランドレッド。北方の山岳地帯に位置し、国土は雪と氷で覆われ、首都には青く輝く創世の御柱（ゲネシス）が存在する。王家は乱れた魔力を整える秘儀を伝えており、強力な竜型の魔道兵器部隊を保有する。国境でバトランティスの治安部隊と小競り合いを起こしたことで、帝国の侵攻を受け、降伏する。しかし、その後、イズガルドと盟約を結び、帝都での決戦に参加した。
「魔装学園Ｈ×Ｈ」久慈マサムネ [角川スニーカー文庫] - KADOKAWA

## 既刊一覧

### 小説
- 久慈マサムネ（著）・Hisasi（イラスト）、黒銀（メカデザイン）、KADOKAWA〈角川スニーカー文庫〉、全15巻
  - 『魔装学園H×H』、2014年2月1日発売[15]、ISBN 978-4-04-101200-0
  - 『魔装学園H×H2』、2014年6月1日発売[16]、ISBN 978-4-04-101526-1
  - 『魔装学園H×H3』、2014年10月1日発売[17]、ISBN 978-4-04-102011-1
  - 『魔装学園H×H4』、2015年2月1日発売[18]、ISBN 978-4-04-102442-3
  - 『魔装学園H×H5』、2015年5月30日発売[19]、ISBN 978-4-04-102897-1
  - 『魔装学園H×H6』、2015年10月1日発売[20]、ISBN 978-4-04-102898-8
  - 『魔装学園H×H7』、2016年2月1日発売[21][22]、ISBN 978-4-04-103752-2（通常版） / ISBN 978-4-04-103290-9（ドラマCD付属限定版）
  - 『魔装学園H×H8』、2016年7月1日発売[23]、ISBN 978-4-04-103753-9
  - 『魔装学園H×H9』、2016年9月1日発売[24]、ISBN 978-4-04-104711-8
  - 『魔装学園H×H10』、2017年2月1日発売[25]、ISBN 978-4-04-104712-5
  - 『魔装学園H×H11』、2017年6月1日発売[26]、ISBN 978-4-04-104713-2
  - 『魔装学園H×H12』、2017年11月1日発売[27]、ISBN 978-4-04-105518-2
  - 『魔装学園H×H13』、2018年7月1日発売[28]、ISBN 978-4-04-106027-8
  - 『魔装学園H×H14』、2019年9月1日発売[29]、ISBN 978-4-04-108529-5
  - 『魔装学園H×H14.5 Short Stories』、2022年2月1日発売[30] ※電子書籍版のみ

### 漫画
- あやかわりく（漫画）・久慈マサムネ（原作）・Hisasi（キャラクター原案）・黒銀（メカデザイン） 『魔装学園H×H』 KADOKAWA〈カドカワコミックス・エース〉、全4巻
  1. 2016年6月25日発売[31]、ISBN 978-4-04-104422-3
  2. 2016年8月26日発売[32]、ISBN 978-4-04-104432-2
  3. 2017年3月25日発売[33]、ISBN 978-4-04-105224-2
  4. 2018年3月24日発売[34]、ISBN 978-4-04-106489-4

### ドラマCD
- ドラマCD「魔装学園H×H」 ツクル（ノ）モリ、2015年3月1日発売[8]

## テレビアニメ
| 原作                                | 久慈マサムネ                  |
| 原作イラスト                        | Hisasi                        |
| 原作メカデザイン                    | 黒銀、久慈マサムネ            |
| 監督                                | 古川博之                      |
| シリーズ構成                        | 山田靖智                      |
| キャラクターデザイン                | 宮井加奈                      |
| デザインワークス                    | 原由知、わたなべよしひろ      |
| アクション・ エフェクトアニメーター | 酒井智史                      |
| 美術設定                            | 大平司                        |
| 美術監督                            | 立石健                        |
| 色彩設計                            | 村上朋輝                      |
| 撮影監督                            | 田中浩介                      |
| 3DCGディレクター                    | 渡辺哲也                      |
| 編集                                | 木村祥明                      |
| 音響監督                            | 大室正勝                      |
| 音楽                                | ハニホヘニ男 Jerkyboy&Timteng |
| 音楽制作                            | フライングドッグ              |
| 音楽プロデューサー                  | 佐藤正和                      |
| プロデューサー                      | 田村淳一郎、立崎孝史          |
| 制作プロデューサー                  | 淡野直人                      |
| アニメーション制作                  | プロダクションアイムズ        |
| 製作                                | 魔装学園製作委員会            |

2015年9月にアニメ化企画が進行中であることが発表された後、2016年1月にテレビアニメ化が発表され、同年7月より9月まで放送された。
同年2月1日にはアニメ公式サイトが開設され、原作のイラストを用いたPV第1弾やアニメのティザービジュアルが発表された。3月29日には角川スニーカー文庫公式サイト（#外部リンクを参照）でメインスタッフやメインキャスト、アニメのキービジュアルが発表された。
4月26日には「特別編」と題したPV第2弾がYouTubeで公開され、ヒロインたちへの愛撫も含めた接続改装シーンの一部が明らかとなった。
6月28日にはdアニメストアで会員限定の、6月29日にはニコニコ生放送で一般会員も含めての第1話先行配信が行われた。
作品の性質上、基本的には男性キャストが傷無しかいないため、男子生徒のガヤの収録には傷無役の赤羽根健治だけでなくミキサールームの手の空いたスタッフが参加しており、作者も立ち会った際には参加している。
なお、アニメ公式サイトでは上記の情報のうち一般的なものが公開されているが、深夜帯（1:00 - 3:00〈25:00 - 27:00〉）限定で閲覧できる「LOVEROOM」ではほぼ無修正のPV特別版や連続クリックで衣服を脱がせられるキャラクター設定画など、それ以外の時間帯より過激な情報が公開されている。
ヒロインたちの声優はドラマCD版から一新されている。
AT-X以外の放送分には、接続改装シーンを中心として性的なシーンに光やロゴなどによるさまざまな修正が入っている。この修正には監督の古川博之が同じく監督を務める『おくさまが生徒会長!』の技術が流用されており、チームおくさま劇場のスタッフが「セーフティエフェクト制作」としてクレジットされている。

### 評価
アニメ化の発表時には歓喜と感謝に沸く作者を祝う声が原作のファンから挙がった一方、原作を知らない人も含めて内容の過激なエロさに地上波での放送や声優を心配する声、果てにはテレビアニメとしてのアニメ化に反対する声が挙がった。PV第1弾の発表時にはそれら成否の声はいっそう高まり、期待する方から監督に金子ひらくの起用を希望する声も挙がったという。

### 主題歌
「miele paradiso」
野水いおりによるオープニングテーマ。作詞・編曲はmanzo、作曲は山田智和。
「ちッ」
野水いおりによるエンディングテーマ。作詞は真名杏樹、作曲は渡辺翔、編曲はmanzo。
「夏恋ズッキュンハート☆」
天地穹女神による第9話挿入歌。作詞はyuiko、作曲は森浩太、編曲は山口俊樹。

### 各話リスト
| 話数     | サブタイトル                 | 脚本         | 絵コンテ          | 演出           | 作画監督                                                                                           | 武装作画監督                        | 総作画監督                 |
| -------- | ---------------------------- | ------------ | ----------------- | -------------- | -------------------------------------------------------------------------------------------------- | ----------------------------------- | -------------------------- |
| 第一話   | 戦略防衛学園 -ATARAXIA-      | 山田靖智     | 小川優樹          | 小川優樹       | 岩田竜治 中島美子 藤田正幸 萩尾圭太 森前和也                                                       | 竹上貴雄                            | 宮井加奈 森前和也          |
| 第二話   | 接続改装 -HEART HYBRID-      | 中條元史     | 荒井和人          | 池田智美       | 今田茜 星野玲香                                                                                    | 竹上貴雄                            | 宮井加奈 萩尾圭太          |
| 第三話   | 穏やかなる日々 -MEMORIES-    | 山田靖智     | 安藤貴史 西武DH   | 安藤貴史       | 飯飼一幸 笠野充志 藤田正幸                                                                         | 津熊健徳 竹上貴雄                   | 宮井加奈 森前和也          |
| 第四話   | 絶頂改装 -CLIMAX HYBRID-     | たかだ誠     | あきとし          | いまざきいつき | 伊藤陽祐 吉田尚人                                                                                  | 津熊健徳                            | 宮井加奈 伊藤陽祐          |
| 第五話   | 瓦礫の国の美女 -BATLANTIS-   | 山田靖智     | 高林久弥          | 高林久弥       | 阪本麻衣 糟谷健一郎 藤田正幸 岩田竜治 中島美子 笠野充志                                            | 竹上貴雄                            | 宮井加奈 萩尾圭太          |
| 第六話   | 絶世破断 -GLADIUS-           | 久慈マサムネ | 吉田英俊          | 山本貴之       | 大野勉                                                                                             | 水村良男 山田英子 吉田巧介 津熊健徳 | 宮井加奈 森前和也          |
| 第七話   | 帝国の英雄 -GRABEL-          | 植竹須美男   | 小川優樹          | 池田智美       | 今田茜                                                                                             | 竹上貴雄                            | 宮井加奈 萩尾圭太          |
| 第八話   | 連結改装 -CONNECTIVE HYBRID- | たかだ誠     | あきとし 荒井和人 | 荒井和人       | 中島美子 細田沙織 阪本麻衣 藤田正幸 飯飼一幸 糟谷健一郎 興石暁 笠野充志                            | 竹上貴雄 津熊健徳 植竹康彦          | 宮井加奈 森前和也          |
| 第九話   | 学園祭 -FIRST LIVE-          | 久慈マサムネ | 吉田英俊          | 神原敏昭       | 北島勇樹 寿夢龍 桜井木ノ実                                                                         | 竹上貴雄 津熊健徳                   | 宮井加奈 萩尾圭太          |
| 第十話   | 決戦前夜 -INSTALL-           | 山田靖智     | 影山楙倫          | 池田智美       | 今田茜                                                                                             | 竹上貴雄 津熊健徳                   | 宮井加奈 森前和也          |
| 第十一話 | 東京奪還作戦 -APOCALYPSE-    | 植竹須美男   | 西野武志          | 西野武志       | そらもとかん 吉田肇 太田彬彦 山田英子 永野孝明 森前和也                                            | 竹上貴雄                            | 宮井加奈 伊藤陽祐          |
| 第十二話 | アイネ -AINES-               | 山田靖智     | 小川優樹          | 小川優樹       | 河本零王 藤田正幸 坂本麻衣 細田沙織 笠野充志 糟谷健一郎 興石暁 飯飼一幸 津熊健徳 竹上貴雄 石本英二 | 竹上貴雄                            | 宮井加奈 森前和也 萩尾圭太 |

### 放送局
| 放送期間                | 放送時間                     | 放送局     | 対象地域 | 備考                                                        |
| ----------------------- | ---------------------------- | ---------- | -------- | ----------------------------------------------------------- |
| 2016年7月6日 - 9月21日  | 水曜 0:30 - 1:00（火曜深夜） | AT-X       | 日本全域 | 製作委員会参加 / CS放送 リピート放送あり / 視聴年齢制限あり |
| 2016年7月7日 - 9月22日  | 木曜 1:35 - 2:05（水曜深夜） | TOKYO MX   | 東京都   |                                                             |
|                         | 木曜 2:00 - 2:30（水曜深夜） | サンテレビ | 兵庫県   | 製作委員会参加                                              |
| 2016年7月9日 - 9月24日  | 土曜 1:35 - 2:05（金曜深夜） | KBS京都    | 京都府   |                                                             |
| 2016年7月11日 - 9月26日 | 月曜 0:30 - 1:00（日曜深夜） | テレ玉     | 埼玉県   |                                                             |
|                         |                              | チバテレ   | 千葉県   |                                                             |
|                         |                              | tvk        | 神奈川県 |                                                             |
| 2016年7月12日 - 9月27日 | 火曜 3:00 - 3:30（月曜深夜） | BS11       | 日本全域 | BS放送 / 『ANIME+』枠                                       |

※当初はTVQ九州放送でも放送が予定されていたが、直前になって中止となった。当初の理由は「諸般の事情」とされていたが、作者曰く「むしろ名誉なことですね」とのこと。後にTVQでの放送はなかったと報道された。
※AT-Xでは2016年12月22日より毎週木曜 18:00 - 19:00に「地上波版＋AT-X版（無修正版）」のスペシャル放送を実施する。
| 配信期間        | 配信時間                     | 配信サイト             | 備考                                            |
| --------------- | ---------------------------- | ---------------------- | ----------------------------------------------- |
| 2016年6月28日 - | 火曜 21:00 更新              | dアニメストア          |                                                 |
| 2016年7月20日 - | 水曜 12:00 更新              | 楽天ショウタイム       |                                                 |
|                 |                              | ニコニコチャンネル     | 最新話限定で無料配信                            |
|                 |                              | GYAO!ストア            |                                                 |
|                 |                              | DMM.com                |                                                 |
|                 |                              | ひかりTV               |                                                 |
|                 |                              | PSストア               |                                                 |
|                 |                              | バンダイチャンネル     | 第1話は常時無料・見放題サービス会員は全話見放題 |
|                 |                              | hulu                   | 有料会員は全話見放題                            |
|                 |                              | U-NEXT                 |                                                 |
|                 |                              | J:COMオンデマンド      |                                                 |
|                 |                              | アニメ放題             |                                                 |
|                 |                              | auビデオパス           |                                                 |
|                 |                              | Amazonプライム・ビデオ |                                                 |
|                 |                              | ビデオマーケット       |                                                 |
|                 |                              | HAPPY!動画             |                                                 |
|                 |                              | ムービーフルPLUS       |                                                 |
|                 |                              | フジテレビオンデマンド |                                                 |
|                 | 水曜 0:00 - 0:30（火曜深夜） | AbemaTV                | リピート配信あり                                |
| 2016年7月21日 - | 木曜 1:00 - 1:30（水曜深夜） | ニコニコ生放送         |                                                 |

### BD / DVD
| 巻 | 発売日         | 収録話          | 規格品番  | 規格品番   |
| 巻 | 発売日         | 収録話          | BD限定版  | DVD限定版  |
| -- | -------------- | --------------- | --------- | ---------- |
| 1  | 2016年9月30日  | 第1話 - 第2話   | KAXA-7401 | KABA-10483 |
| 2  | 2016年10月28日 | 第3話 - 第4話   | KAXA-7402 | KABA-10484 |
| 3  | 2016年11月25日 | 第5話 - 第6話   | KAXA-7403 | KABA-10485 |
| 4  | 2016年12月21日 | 第7話 - 第8話   | KAXA-7404 | KABA-10486 |
| 5  | 2017年1月27日  | 第9話 - 第10話  | KAXA-7405 | KABA-10487 |
| 6  | 2017年2月24日  | 第11話 - 第12話 | KAXA-7406 | KABA-10488 |

### 映像特典
『ラブルーム+』はBlu-ray&DVD各巻収録短編アニメ。
| 話数 | サブタイトル                             | 脚本     | 絵コンテ   | 演出     | 作画監督          |
| ---- | ---------------------------------------- | -------- | ---------- | -------- | ----------------- |
| 1    | くノ一愛音・闇討ち黙示録                 | たかだ誠 | 吉田英俊   | 安藤貴史 | 笠野充志 太中田郎 |
| 2    | 愛のJAPANフロートネットゆりしあ          | たかだ誠 | 吉田英俊   | 安藤貴史 | 藤田正幸 細田沙織 |
| 3    | にゃんにゃん♪ハユルん日記                | たかだ誠 | 国分寺草介 | 安藤貴史 | 宮井加奈 萩尾圭太 |
| 4    | REIRI&BUNNY                              | たかだ誠 | 吉田英俊   | 安藤貴史 | 藤田正幸          |
| 5    | シルヴィア・タロス・インストール (＞_＜) | たかだ誠 | 国分寺草介 | 安藤貴史 | 萩尾圭太 興石暁   |
| 6    | 魔装学園湯けむり慰安旅行覗き見事件       | たかだ誠 | 国分寺草介 | 安藤貴史 | わたなべよしひろ  |